# Китайська традиційна релігія
Китайська традиційна релігія (спрощ.: 中国民间宗教 [або 中国民间信仰] Помилка: {{Lang}}: недійсний параметр: |p= (допомога)), також Шенізм (Піньїнь: Шенджіао, 神教) — китайська система язичницьких вірувань, що виникла задовго до нашої ери. Як і синто, вона зазнала сильного впливу буддизму та конфуціанства. Незважаючи на те, що в перебігу багатьох століть китайське язичництво активно зазнавало утисків влади, навіть зараз його сповідує більше половини населення країни, завдяки чому в Китаї живе більше язичників, ніж в усьому іншому світі. Китайське язичництво не має єдиної структури, і є сукупністю різних течій.